# سائل كاديت المتطاير

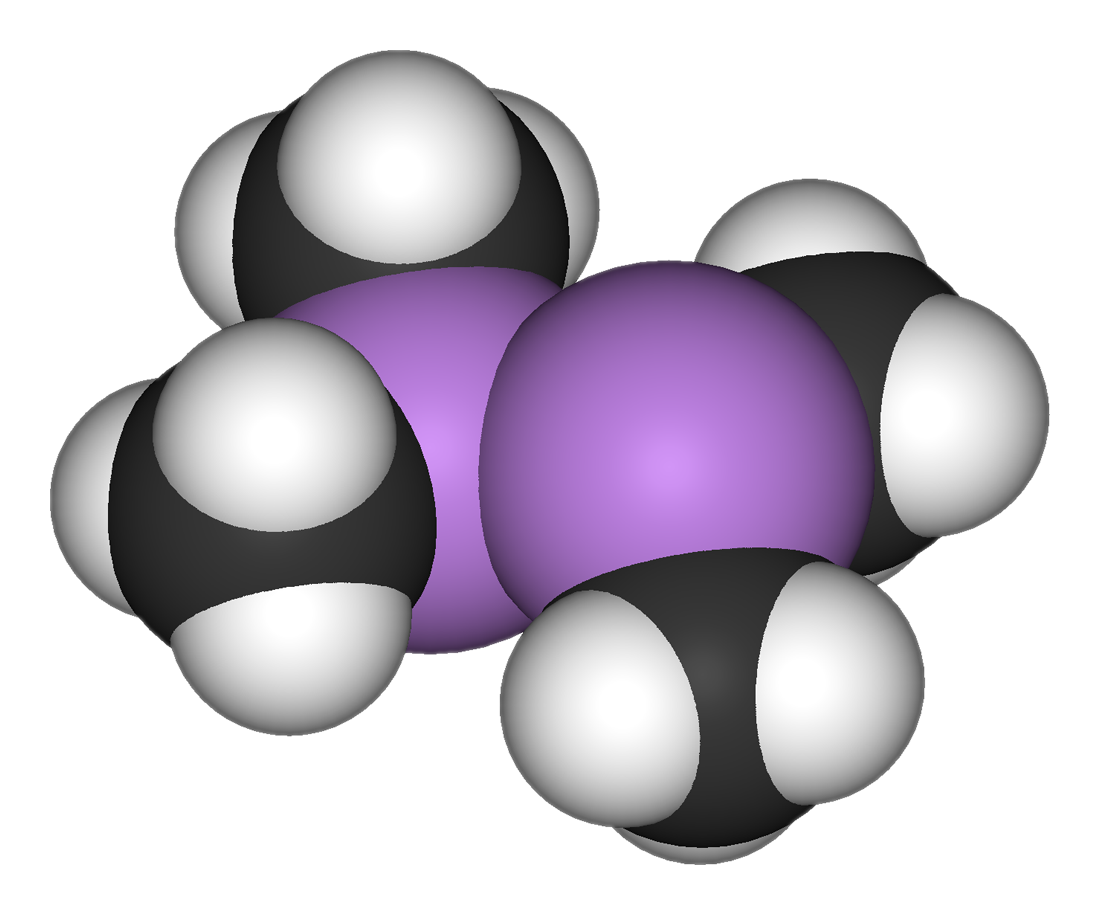
نموذج الديكاكودل

سائل كاديت المتطاير هو سائل زيتي، لونه أحمر- بني، تم تحضيره في عام 1760 بواسطة الكيميائي الفرنسي لويس كلود كاديت دي جاسيكورت (1731-1799) عن طريق تفاعل أسيتات البوتاسيوم مع ثالث أكسيد الزرنيخ .  ويتكون من الديكاكودل (((CH3)2As)2) و أكسيد الكاكوديل (((CH 3 ) 2 As) 2 O). التفاعل الكيميائي الذي يؤدي إلى إنتاج هذا السائل هو :
4 KCH3COO + As2O3 → ((CH3)2As)2O + 2 K2CO3 + 2 CO2
كانت هذه المواد هي أول مواد الكيمياء العضوية الفلزية التي يتم تحضيرها ، لذلك يمكن اعتبار سائل كاديت المتطاير أساس العناصر في الكيمياء العضوية الفلزية.
يُنتج السائل أبخرة بيضاء عند تعرضه للهواء ، مما يؤدي يدوره إلى ظهور لهب شاحب ينتج عنه ثاني أكسيد الكربون والماء وأكسيد الزرنيخ الثلاثي. له رائحة مقززة كريهة للغاية تشبه رائحة الثوم.

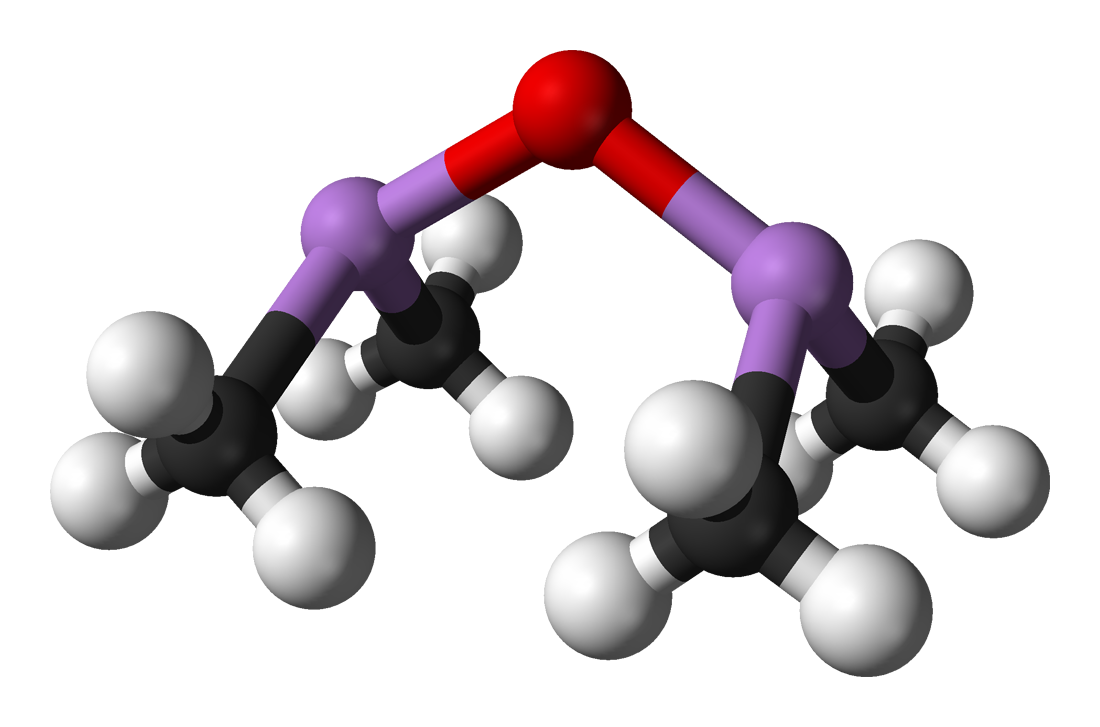
نموذج أكسيد الكاكوديل

حوالي عام 1840 ، قام روبرت بنسن بعمل كثير في وصف المركبات في هذا السائل ومشتقاتها. وكان هذا العمل بالغ الأهمية حيث أحدث ثورة في تطوير علم الكيمياء (انظر نظرية جذرية).